# Ulpius Marcellinus
Ulpius Marcellinus (sein Praenomen ist nicht bekannt) war ein im 2. Jahrhundert n. Chr. lebender Angehöriger des römischen Ritterstandes (Eques).
Marcellinus stammte aus Rom. Durch ein Militärdiplom ist belegt, dass er im Jahr 144 n. Chr. Kommandeur der Ala Flavia Praetoria Singularium war, die zu diesem Zeitpunkt in der Provinz Syria stationiert war. Die Leitung der Ala war wahrscheinlich sein drittes militärisches Kommando innerhalb der Tres militiae.
Da sein Gentilname Ulpius lautet, muss sein Bürgerrecht auf Trajan zurückgehen. Vermutlich war sein Vater ein kaiserlicher Freigelassener, dessen Sohn dann den Aufstieg in den equester ordo geschafft hat.